# Conferência Episcopal Argentina
A Conferência Episcopal Argentina (em castelhano:  Conferencia Episcopal Argentina) (CEA) é a conferência episcopal dos bispos da Igreja Católica na Argentina e, portanto, serve como a principal assembleia dos prelados cristãos neste país.

## Presidência
|                     | Nome                                     | Período     | Notas                                                |
| Presidentes         | Presidentes                              | Presidentes | Presidentes                                          |
| ------------------- | ---------------------------------------- | ----------- | ---------------------------------------------------- |
| 12º                 | Marcelo Daniel Colombo                   | 2024-atual  | Arcebispo de Mendoza                                 |
| 11º                 | Óscar Vicente Ojea Quintana              | 2017-2024   | Bispo de San Isidro                                  |
| 10º                 | José María Arancedo                      | 2011-2017   | Arcebispo de Santa Fé de la Vera Cruz                |
| 9º                  | Jorge Mario Cardeal Bergoglio, S.J.      | 2005-2011   | Arcebispo de Buenos Aires                            |
| 8º                  | Eduardo Vicente Mirás                    | 2002-2005   | Arcebispo de Rosário                                 |
| 7º                  | Estanislao Esteban Karlic                | 1996-2002   | Arcebispo de Paraná                                  |
| 6º                  | Antonio Cardeal Quarracino               | 1900-1996   | Arcebispo de Buenos Aires                            |
| 5º                  | Raúl Francisco Cardeal Primatesta        | 1985-1990   | Arcebispo de Córdoba                                 |
| 4º                  | Juan Carlos Cardeal Aramburu             | 1982-1985   | Arcebispo de Buenos Aires                            |
| 3º                  | Raúl Francisco Cardeal Primatesta        | 1976-1982   | Arcebispo de Córdoba                                 |
| 2º                  | Adolfo Servando Tortolo                  | 1970-1976   | Arcebispo de Paraná                                  |
| 1º                  | Antonio Cardeal Caggiano                 | 1958-1970   | Arcebispo de Buenos Aires                            |
| Vice-Presidentes    |                                          |             |                                                      |
| 7º                  | Ángel Sixto Cardeal Rossi, S.J.          | 2024-atual  | Arcebispo de Córdoba                                 |
| 6º                  | Marcelo Daniel Colombo                   | 2021-2024   | Arcebispo de Mendoza                                 |
| 5º                  | Mario Aurelio Cardeal Poli               | 2014-2021   | Arcebispo de Buenos Aires                            |
| 4º                  | Virginio Domingo Bressanelli, S.C.I.     | 2011-2014   | Bispo de Neuquén                                     |
| 3º                  | Luis Héctor Villalba                     | 2005-2011   | Arcebispo de Tucumán                                 |
| 2º                  | Jorge Mario Cardeal Bergoglio, S.J.      | 2002-2005   | Arcebispo de Buenos Aires                            |
| 1º                  | Eduardo Vicente Mirás                    | 1999-2002   | Arcebispo de Rosário                                 |
| 2º Vice-presidentes |                                          |             |                                                      |
| 8º                  | César Daniel Fernández                   | 2024-atual  | Bispo de Jujuy                                       |
| 7º                  | Carlos Alfonso Azpiroz Costa, O.P.       | 2021-2024   | Arcebispo de Bahía Blanca                            |
| 6º                  | Marcelo Daniel Colombo                   | 2017-2021   | Bispo de La Rioja/Arcebispo de Mendoza               |
| 5º                  | Mario Antonio Cargnello                  | 2011-2017   | Arcebispo de Salta                                   |
| 4º                  | José María Arancedo                      | 2008-2011   | Arcebispo de Santa Fé de la Vera Cruz                |
| 3º                  | Agustín Roberto Radrizzani, S.D.B.       | 2005-2008   | Bispo de Lomas de Zamora/Arcebispo de Mercedes-Luján |
| 2º                  | Domingo Salvador Castagna                | 2002-2005   | Arcebispo de Corrientes                              |
| 1º                  | Eduardo Vicente Mirás                    | 1997-1999   | Arcebispo de Rosário                                 |
| Secretários         |                                          |             |                                                      |
| 7º                  | Raul Pizarro                             | 2024-atual  | Bispo auxiliar de San Isidro                         |
| 6º                  | Alberto Germán Bochatey Chaneton, O.S.A. | 2021-2024   | Bispo auxiliar de Plata                              |
| 5º                  | Carlos Humberto Malfa                    | 2014-2021   | Bispo de Chascomús                                   |
| 4º                  | Enrique Eguía Seguí                      | 2008-2014   | Bispo auxiliar de Buenos Aires                       |
| 3º                  | Sérgio Alfredo Fenoy                     | 2003-2008   | Bispo auxiliar de Rosário/Bispo de San Miguel        |
| 2º                  | Guillermo Rodríguez Melgarejo            | 1999-2003   | Bispo auxiliar de Buenos Aires                       |
| 1º                  | José Luis Mollaghan                      | 1994-1999   | Bispo auxiliar de Buenos Aires                       |